# هیل کانتری ویلیج (تگزاس)
هیل کانتری ویلیج، تگزاس(به انگلیسی: Hill Country Village, Texas) شهری در ایالت تگزاس از ایالات جنوبی ایالات متحده آمریکا است. در سرشماری سال ۲۰۰۰، جمعیت این شهر ۱۰۲۸ نفر اعلام شد.